# Портной Леонід Якович
Леонід Якович Портной (нар. 6 листопада 1950, Одеса — пом. 30 серпня 2016, Москва) — радянський і російський співак, поет-пісняр, композитор. Автор хітів, таких як «Хто тебе створив таку», «Життя йде», «Випадкова ніч», «Холодна Москва», «Скрипка», «Син та донька», «Старий друг», «Давай розійдемося».

## Життєпис
Леонід Портной народився 6 листопада 1950 року в Одесі, в сім'ї музикантів. За національністю — єврей. Батько працював викладачем у школі танців. Мати закінчила Київську консерваторію за класом вокалу (колоратурне сопрано).

### Кар'єра
З раннього дитинства захоплювався музикою. Батьки давали йому слухати багато класики. Також займався і у спортивних секціях. 1970 року став солістом одеського ВІА «Цвіркуни». Це був перший в Одесі біт-гурт — музиканти виконували пісні гуртів «The Beatles» та «Rolling Stones». При цьому ансамбль мав професійний статус: спочатку працював при Будинку народної творчості, потім — під егідою Одеської обласної філармонії.
1977 року Портной емігрував до США. Перші шість років він прожив у Чикаго, працюючи у місцевих ресторанах співаком. 1983 року перебрався до Канади: у Торонто він знову влаштувався співати до ресторану, причому не обмежувався російськомовним репертуаром — із ним грали італійські та іспанські музиканти, тому доводилося працювати різними мовами. Весь цей час він писав пісні, і з середини 80-х у нього з'явилася можливість записувати альбоми.
Аудіодебют Леоніда Портного відбувся 1985 року, коли вийшов альбом «На півдорозі». Також вийшли альбоми «Нічні зірки» (1987), «Будь зі мною» (1988), «А життя йде» (1989) та «Симфонія кохання» (1991), які набули поширення, Л. Портной — популярність, яка дозволила йому почати гастролювати. Він виступав перед російськомовними діаспорами у містах США, Канади, Німеччини та Ізраїлю.
Початок 90-х ознаменувався для Портного поверненням до пострадянського культурного простору. 1992 року до Канади з гастролями приїхав Філіп Кіркоров: артисти познайомилися та записали спільний альбом «Москва — Торонто», який вийшов у Росії. 1994 року до Москви приїхав і сам Л. Портной — вже в ранзі американської знаменитості. Тому з музикантом почали працювати найкращі композитори та кліпмейкери.
1994 року режисер Тигран Кеосаян зняв Леоніду Портному відеокліп на пісню «Син і донька», 1995-го — на пісню «Старий друг». Кліпи активно транслювалися на російських музичних каналах. В кліпах знялась акторка Альона Хмельницька. Тоді ж вийшов альбом «Стоп-кадр», а 1995-го — «Дай мені надію» (запис був вироблений у 1993—1994 роках), де вперше прозвучала пісня «Хто тебе створив таку», яка стала головним хітом Леоніда. Портной випустив альбоми «Син і дочка» (1996) та «Давай розійдемося» (1997). Пісню «Давай розійдемося» для нього написали Ігор Демарін та Михайло Таніч.
Після цього Леонід знову вирушив на тривалі гастролі світом, під час яких вирішив остаточно повернутися до Росії. З 2002 року він жив та працював в Москві. 2003 року він випустив альбом «Життя йде», 2008-го — «Хто тебе створив таку», куди увійшли в основному найкращі хіти минулих років. 2009 року випустив альбом «Повернення». 2014 року вийшов останній альбом «Зелене море», робота над яким почалась ще в серпні 2012 року. Л. Портной приймав пропозиції виступити у ресторанах та на весіллях.

### Співробітництво з Філіпом Кіркоровим
1990 року Леонід Портной познайомився з Філіпом Кіркоровим та написав музику для його композицій «Ревнощі» (на вірші Л. Портного), «Хто тебе створив таку» (на вірші Л. Дербеньова), «Немає тебе прекрасніше» (на вірші Л. Портного), які ввійшли в альбоми Кіркорова «Небо та земля» (1991), «Ти, ти, ти» (1991), «Синдбад-морехід» (1996). Пізніше вони були виконані Леонідом Портним.
Композиція «Хто тебе створив таку» тоді стала популярною завдяки ліричній музиці, яку написав Леонід Портной (в реєстрі РАС вказано, що автором музики є Олег Баралюк), та зворушливому тексту, який написав Леонід Дербеньов. Є російською версією композиції Ероса Рамаццотті «Un cuore con le ali» (рос. Серце з крилами) 1985 року.
Багатьом слухачам пісня у виконанні Філіпа Кіркорова не сподобалась із-за низького голосу (ліричний баритон), їм більше сподобалась пісня у виконанні Леоніда Портного із-за високого голосу (ліричний тенор), що надав композиції душевний стиль.
Композиція «Ревнощі» є російською версією композиції дуету Hana & Dana «Jealous» 1984 року. Композиція «Немає тебе прекрасніше» є російською версією композиції Здравко Чолича «Ti Si Mi U Krvi» 1984 року.
В репертуарі Філіпа Кіркорова також є композиція «Син і донька», яку від самого початку виконав Леонід Портной. Є російською версією композиції Ероса Рамаццотті «E mi ribello» (укр. І я бунтуюся) 1985 року.

### Смерть
30 серпня 2016 року в Москві, в своєї квартирі, при загадкових обставинах Леонід Портной помер. Йому було 65 років. Тіло співака знайшла зранку його дружина Тетяна. Директор Леоніда Портного Іван Слободянюк повідомляє, що він помер уві сні, а вранці дружина виявила його тіло. Фахівці проводили необхідні експертизи для з'ясування причин смерті. Жодних скарг на своє самопочуття Портной не висловлював, просто ліг увечері спати, а вранці не прокинувся.
Продюсер та чоловік співачки Валерії Йосип Пригожин розповів, що востаннє, коли вони з Леонідом Портним розмовляли, а це було близько двох місяців тому, співак був у пригніченому стані. Також він повідомив, що відомий шансоньє страждав від згубної пристрасті до алкоголю. Також про це розповіла Тетяна Портна у програмі Андрія Малахова «Привіт, Андрій!» на каналі «Росія-1»: Він утомився пробиватися, був не такий затребуваний. Бувало, випивав... Не було й дня, щоб я не згадала його. Все ще болить. Такого я більше не знайду, а не хочеться розмінюватися. Тетяна досі не може забути цей день, коли його не стало: Я дивилася телевізор, Льоня попросив вимкнути його, сказав, що спати хоче. Я пішла на кухню, на диван. Вранці приходжу, а Льоня помер… Ось так.
У вересні 2016 року Леонід Портной був похований у Торонто, поруч з батьками.

## Особисте життя
Був одружений три рази. Обом дружинам був 21 рік. Третій дружині Тетяні, під час укладення їхнього шлюбу теж був 21 рік. У неї вже був у цей час син Кирило від першого шлюбу, якому Портной замінив загиблого батька. Кирило розповів про це після смерті Леоніда. У Леоніда є ще й донька Сондра, фотографію якої, разом із собою, він виклав у своєму обліковому записі в інтернет.
За словами Леоніда Портного, в 16 років у нього був роман з однієї з його прихильниць, він навіть вирішив одружитися, але шлюб не зареєстровано, тому що йому не було 18 років.

## Творчість

### Дискографія
- 1985 — На півдорозі (компакт-касета)
- 1987 — Нічні зірки (компакт-касета)
- 1988 — Будь зі мною (компакт-касета)
- 1989 — А життя йде (компакт-касета)
- 1991 — Симфонія кохання (компакт-касета)
- 1992 — Москва — Торонто (вінілова платівка, Russian Disc, R60 01099)
- 1994 — Стоп-кадр (спільно зі Світланою Медяник) (компакт-касета)
- 1995 — Дай мені надію (компакт-касета, Моноліт)
- 1995 — Дай мені надію (компакт-диск, APEX Records, AXCD 2-0063)
- 1995 — Син і донька (компакт-касета, ЗеКо Рекордз, ЗК-106)
- 1995 — Син і донька (компакт-диск, ЗеКо Рекордз, ЗД-106)
- 1997 — Давай розійдемося (компакт-касета, Моноліт, МТ033-2)
- 1997 — Давай розійдемося (компакт-диск, Моноліт, МТ033-1)
- 2003 — Життя йде (компакт-касета, Artur Music, MC 173)
- 2003 — Життя йде (компакт-диск, Artur Music, CD 173)
- 2008 — Хто тебе створив таку (компакт-касета, Artur Music, MC 450)
- 2008 — Хто тебе створив таку (компакт-диск, Artur Music, CD 450)
- 2009 — Повернення (компакт-диск, Artur Music, CD 471)
- 2014 — Зелене море (компакт-диск, Artur Music, CD 579)

### Співробітництво
Філіп Кіркоров
- 1991 — альбом «Небо і земля» (Мелодія, С60 31583 007) (пісні «Ревнощі», «Немає тебе прекрасніше»)
- 1991 — альбом «Ти, ти, ти» (Russian Disc, R60 00523) (пісня «Хто тебе створив таку»)
- 1996 — альбом «Синдбад-морехід» (Мелодія, MEL CD 60 00419) (пісні «Ревнощі», «Немає тебе прекрасніше», «Хто тебе створив таку»)

Сюзанна Тіроян (Suzanna)
- 1993—1994 — альбом «Be With Me» (Будь зі мною) (Sverdlov Inc, Aprelevka Sound Inc, M 0063) (бек-вокал)[16]

### Запозичення пісень
- Ревнощі (Hana & Dana — Jealous)
- Хто тебе створив таку (Eros Ramazzotti — Un cuore con le ali)
- Немає тебе прекрасніше (Zdravko Čolić — Ti Si Mi U Krvi)
- Син і донька (Eros Ramazzotti — E mi ribello)
- Симфонія кохання (Blue System — Magic Symphony)[17]

### Відеографія
- 1994 — Син і донька (режисер Тигран Кеосаян, оператор Ігор Клебанов)[18]
- 1995 — Старий друг (режисер Тигран Кеосаян, оператор Ігор Клебанов)[19]
- 1998 — Давай розійдемося (режисер Андрій Орлов, оператор Павло Лебешев)[20]
- 2008 — Хто тебе створив таку (концертний)[21]

### Телебачення
- 2006—2013 — До нас приїхав... (Ля-мінор ТБ)[22][23][24]
- 2010 — Ех, розгуляй! (НТВ)[25]
- 2011 — Нехай говорять (Перший канал)[26]
- 2013 — Територія душі (Ля-мінор ТБ)[27]

### Нагороди
- 1990 — Переможець фестивалю італійської пісні (Канада)